# 1562 Gondolatsch
1562 Gondolatsch (1943 EE) là một tiểu hành tinh vành đai chính được phát hiện ngày 9 tháng 3 năm 1943 bởi Reinmuth, K. ở Heidelberg.